# Mojca Sedeu
Mojca Sedeu (mazedonisch Мојца Седеу; * 1970 in Skopje) ist eine mazedonische Perkussionistin und Hochschullehrerin.

## Leben
Mojca Sedeu schloss 1993 ihr Perkussion-Studium an der Universität Skopje ab. Seither ist sie als Perkussionistin der Mazedonischen Philharmonie tätig, daneben tritt sie auch als Solo-Perkussionistin auf. Sie erhielt zahlreiche Auszeichnungen.
Seit 1998 lehrt sie an der Musikfakultät der Universität Skopje, daneben auch seit 2006 an der Universität Priština. An der Universität Skopje ist sie inzwischen ordentliche Professorin.